# Miriam Strunge

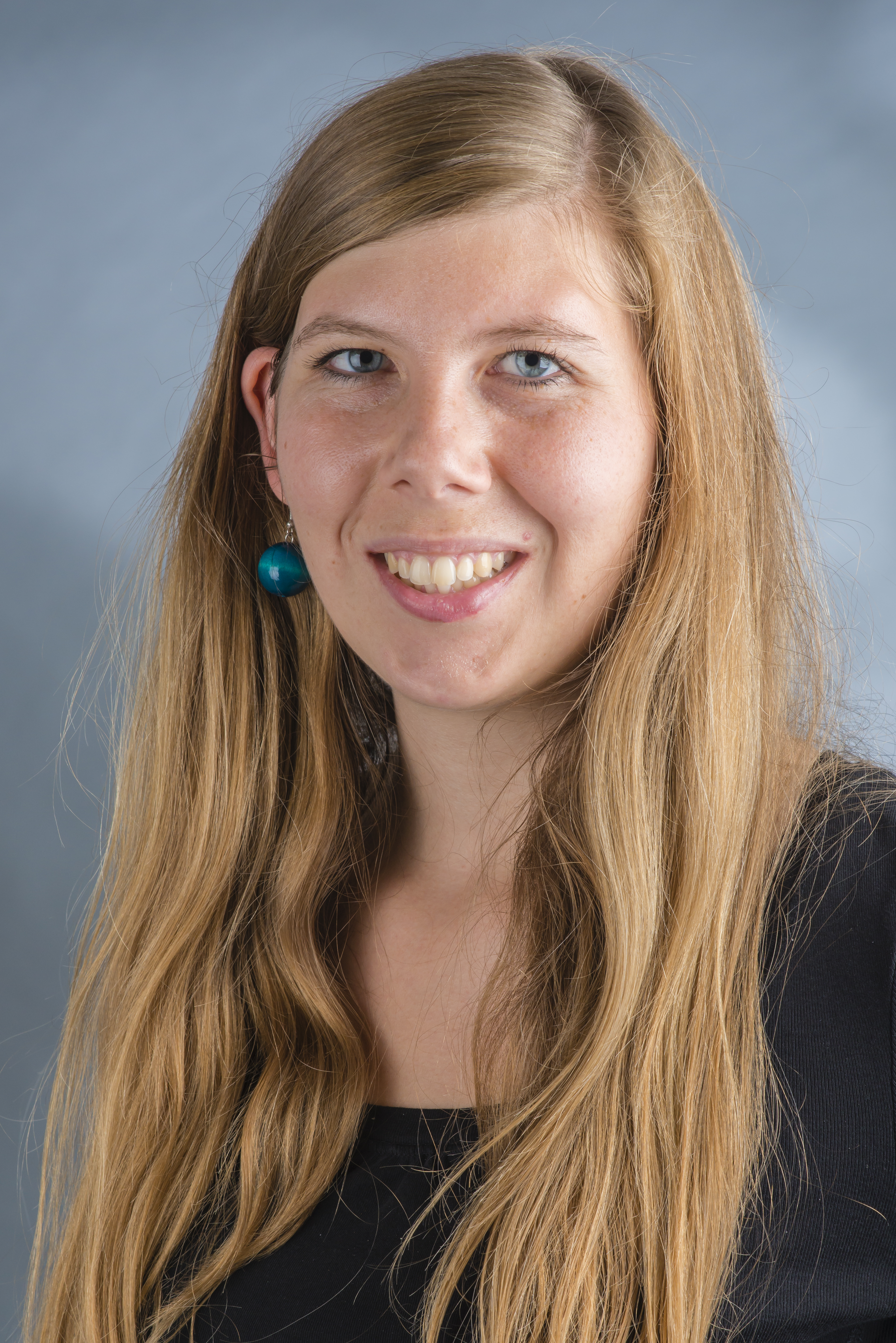
Miriam Strunge 2015

Miriam Strunge (* 26. August 1987 in Bonn) ist eine deutsche Politikerin (Die Linke). Sie ist seit 2015 Bürgerschaftsabgeordnete in Bremen.

## Biografie

### Familie, Ausbildung und Beruf
Strunge wuchs in Bonn auf und hat an der Gesamtschule Bonn-Beuel ihr Abitur gemacht. Nach der Schule war sie 18 Monate lang in einem Freiwilligendienst in Rumänien in Cluj-Napoca tätig und unterstützte Roma-Kinder in der Schule. Sie studierte in Bremen und Krakau Politikwissenschaften und machte 2017 an der Universität Bremen ihren Masterabschluss in Sozialpolitik.
Sie wohnt in Bremen-Walle, ist verheiratet und hat ein Kind.

### Politik
Strunge trat 2011 in die Linksjugend ['solid] ein und 2012 in die Partei Die Linke. Von 2013 bis 2015 war sie Bundessprecherin der Linksjugend ['solid]. Ferner war Strunge Hochschul- und Jugendpolitische Sprecherin im Landesvorstand der Linken in Bremen. Im Mai 2016 wurde sie in den Bundesvorstand ihrer Partei gewählt.
Am 10. Mai 2015 wurde Miriam Strunge bei der Bürgerschaftswahl 2015 in die Bremische Bürgerschaft gewählt. Seit ihrer Wiederwahl 2019 ist sie Vorsitzende der Deputation für Kinder und Bildung und Mitglied im Ausschuss für Wissenschaft, Medien, Datenschutz und Informationsfreiheit sowie in der Deputation für Kultur. Seit 2019 ist sie stellvertretende Vorsitzende ihrer Fraktion und Sprecherin der Fraktion für Bildung, Kultur, Wissenschaft, Medien, Datenschutz, Informationsfreiheit.

### Weitere Mitgliedschaften
- Vereinte Dienstleistungsgewerkschaft
- Menschenrechtsorganisation Pro Asyl